# Adria International Raceway

Trazado del circuito de Adria.

El Adria International Raceway es un autódromo cercano a Adria, región de Véneto, Italia. Fue inaugurado en el año 2002 y cuenta con una longitud de 2.702 metros. Además de hospedar carreras de la Fórmula 3 Italiana entre otros certámenes de ese país, ha sido visitado por el Deutsche Tourenwagen Masters y la Fórmula 3 Euroseries en 2003 y 2004, el Campeonato FIA GT desde 2006 hasta 2009, la Fórmula 3000 Europea en 2005 y 2006, y la Fórmula Master Internacional en 2005. Además, el equipo Toro Rosso de Fórmula 1 realiza sus entrenamientos privados allí.